# 白虎タクシー

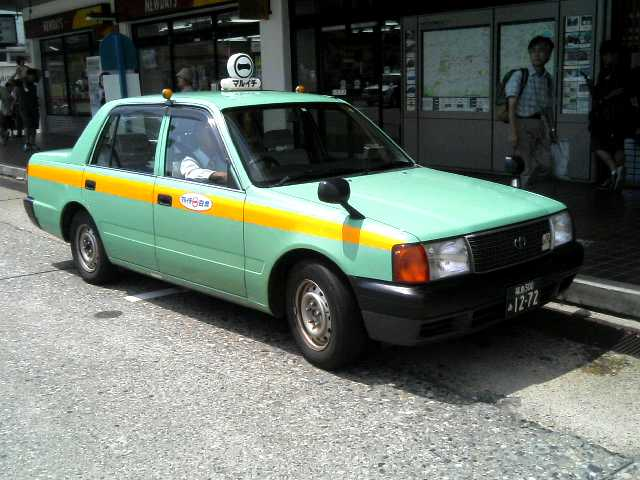
白虎タクシーのコンフォート・スタンダード

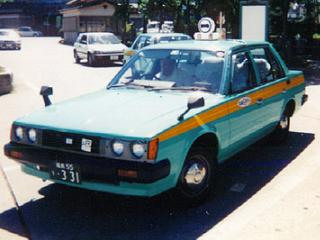
かつての白虎タクシー（T140系コロナ）

白虎タクシー株式会社（びゃっこタクシー）は、福島県のタクシー会社。

## 会社概要
会津若松市に本社・営業所を置き、会津地域を営業エリアとするマルイチグループのタクシー会社のうちの1社である。保有台数は約40台。
萌黄色の車体に黄色のラインの描かれたボディが特徴で、マルイチグループをあらわす丸に「一」のデザインされた社名表示灯を搭載する。そのほとんどがコンフォート（小型）で、かつてはコロナ等を使用していた。